# Germaine Seewer
Germaine Seewer, née le 12 avril 1964 (originaire de Loèche) est une militaire de carrière suisse.

## Biographie
Germaine Josephine Françoise Seewer étudie la chimie à l'École polytechnique fédérale de Zurich (EPFZ) et obtient son diplôme en 1988. De 1989 à 1992, elle travaille comme collaboratrice scientifique à l'Institut des sciences des animaux de rente de l'EPFZ, où elle obtient son doctorat en 1993 sous la direction d'Alwin L. Prabucki avec une thèse sur la qualité de la viande et de la graisse de porc. Seewer quitte ensuite l'EPFZ pour la station fédérale de recherches en production animale de Posieux, où elle continue à travailler en tant que collaboratrice scientifique. De 1993 à 1995, elle effectue des recherches post-doctorales au Research Center Foulum au Danemark, puis retourne à Posieux en tant que collaboratrice scientifique de 1995 à 1998.

## Carrière militaire
Le 1er juillet 1998, Seewer rejoint le service de renseignement de l'Armée en tant qu'enseignante spécialisée (avec le grade de colonel). En 2004, elle intègre Swissint et en 2007, elle rejoint le corps des instructeurs des Forces aériennes suisses (de 2008 à 2010, elle commande les écoles d'aide au commandement des Forces aériennes). Le 1er janvier 2013, elle est promue brigadier par le Conseil fédéral et devient en même temps cheffe du personnel de l'armée. De juillet 2018 à décembre 2019, elle prend le commandement du bataillon d'aide au commandement 41 (FU Bat 41), devenant ainsi la première femme à diriger une brigade dans l'Armée suisse et la quatrième femme brigadier après Eugénie Pollak, Doris Portmann et Johanna Hurni,.
Après la démission de Philippe Rebord de son poste de chef de l'armée, Seewer est pressentie pour lui succéder. Elle figure ainsi parmi les quatre derniers candidats, mais n'est choisie.
Le 23 octobre 2019, Seewer est nommée par le Conseil fédéral commandante de la Formation supérieure des cadres de l'armée et suppléante du chef du Commandement de l'instruction à compter du 1er janvier 2020. Parallèlement, elle est la première Suissesse à être promue au grade de divisionnaire. En tant que commandante de la Formation supérieure des cadres de l'armée suisse, Seewer est responsable de la formation du corps professionnel ainsi que de la formation supérieure des cadres de l'ensemble de l'armée, y compris la milice. Elle est ensuite nommée en août 2024 cheffe des Relations internationales de la Défense.
Elle participe régulièrement à la Patrouille des Glaciers.